# اندیس خاک صنعتی زریگان (حوزه B۲ از زون شماره ۱۳)
خاک صنعتی زریگان (حوزه B۲ از زون شماره ۱۳) یک اندیس غیرفلزی است که در حوالی شهر ریز آب استان یزد قرار دارد و مادهٔ معدنی موجود در آن، خاک صنعتی است.سنگ میزبان این اندیس آهک است  